# Terlica

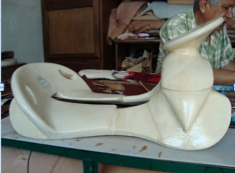
Terlica siodła typu amerykańskiego, wykonana z tworzywa sztucznego

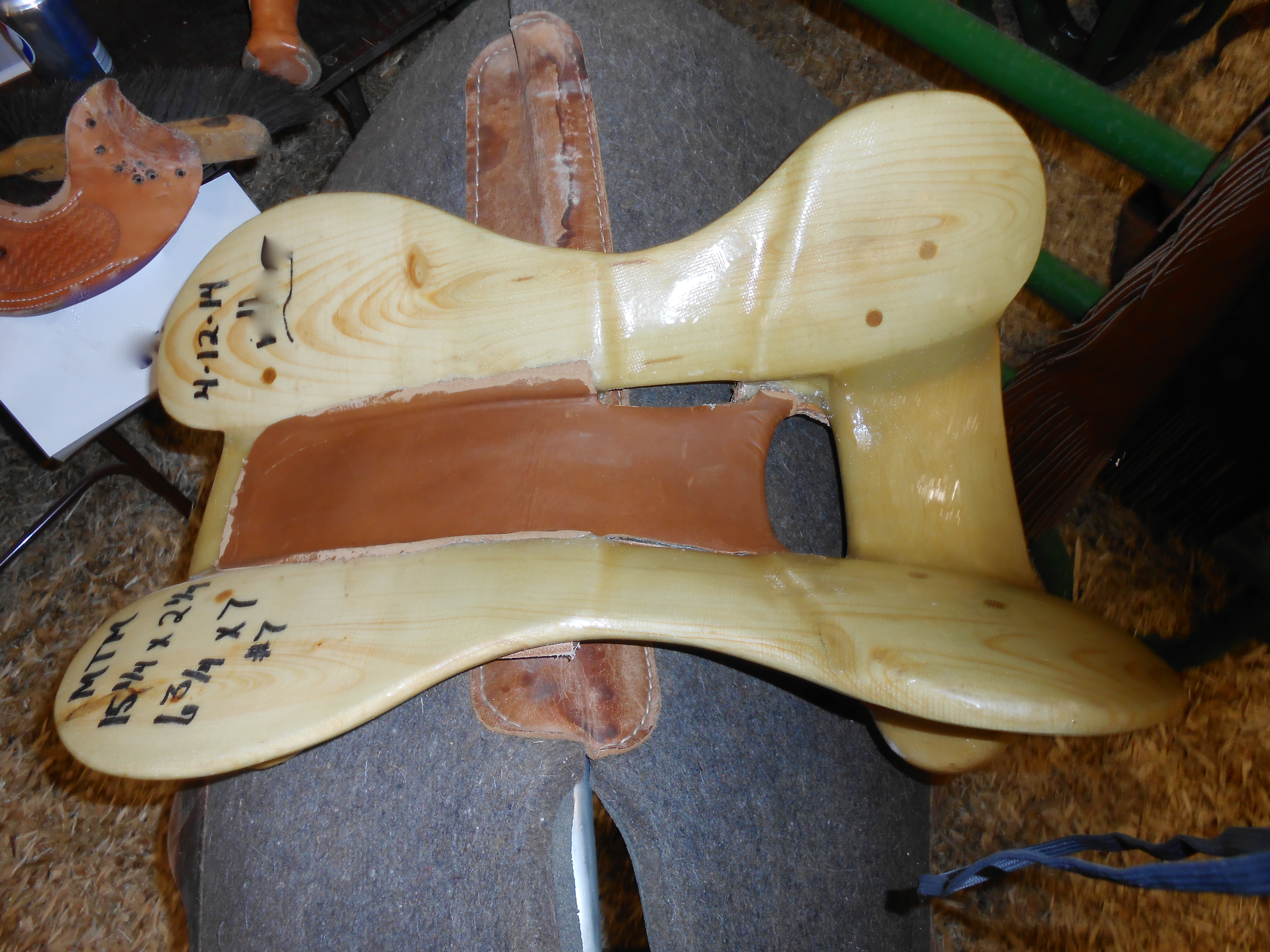
Terlica siodła typu amerykańskiego, wykonana z drewna, widok od spodu

Terlica – stanowi szkielet (stelaż), każdego siodła. W jej skład wchodzą takie części jak: siedzisko, maszynki (zamki puślisk) oraz przedni i tylny łęk (w siodle klasycznym – angielskim) lub ławki, rożek, widelec i tylny łęk (w siodle westernowym). Do budowy terlicy wykorzystuje się dziś głównie tworzywa sztuczne, kiedyś terlice wykonywano z drewna.
Gotową terlicę pokrywa się na siedzisku specjalną gąbką lub pianką, która nadaje mu miękkość oraz kształt, a następnie płatami wyprawionej skóry. Później doszywa się tybinki z poduszkami kolanowymi, podtybinki i przystuły. Na koniec do spodniej części siodła mocuje się panele wypełnione wełną lub systemem poduszek powietrznych. Ich zadaniem jest równomierne rozłożenie ciężaru jeźdźca na jak największą powierzchnię grzbietu konia przy jednoczesnym umożliwieniu mu swobodnego poruszania się.

## Dopasowanie siodła
Aby dobrze dopasować siodło do jeźdźca oraz konia należy wziąć pod uwagę dwa podstawowe czynniki
- Rozstaw łęku, czyli kąt, jaki tworzą ramiona przedniej części siodła
- Rozmiar siedziska najczęściej podawany w calach długości (siodło mierzymy od najwyższego punktu przedniego łęku w linii prostej do najwyższego punktu tylnego łęku). Rozmiary wahają się od 13-14 cali (dzieci) przez 15,5-16,5 cala (młodzież i osoby szczupłe) do 18 (osoby dorosłe).

## Galeria

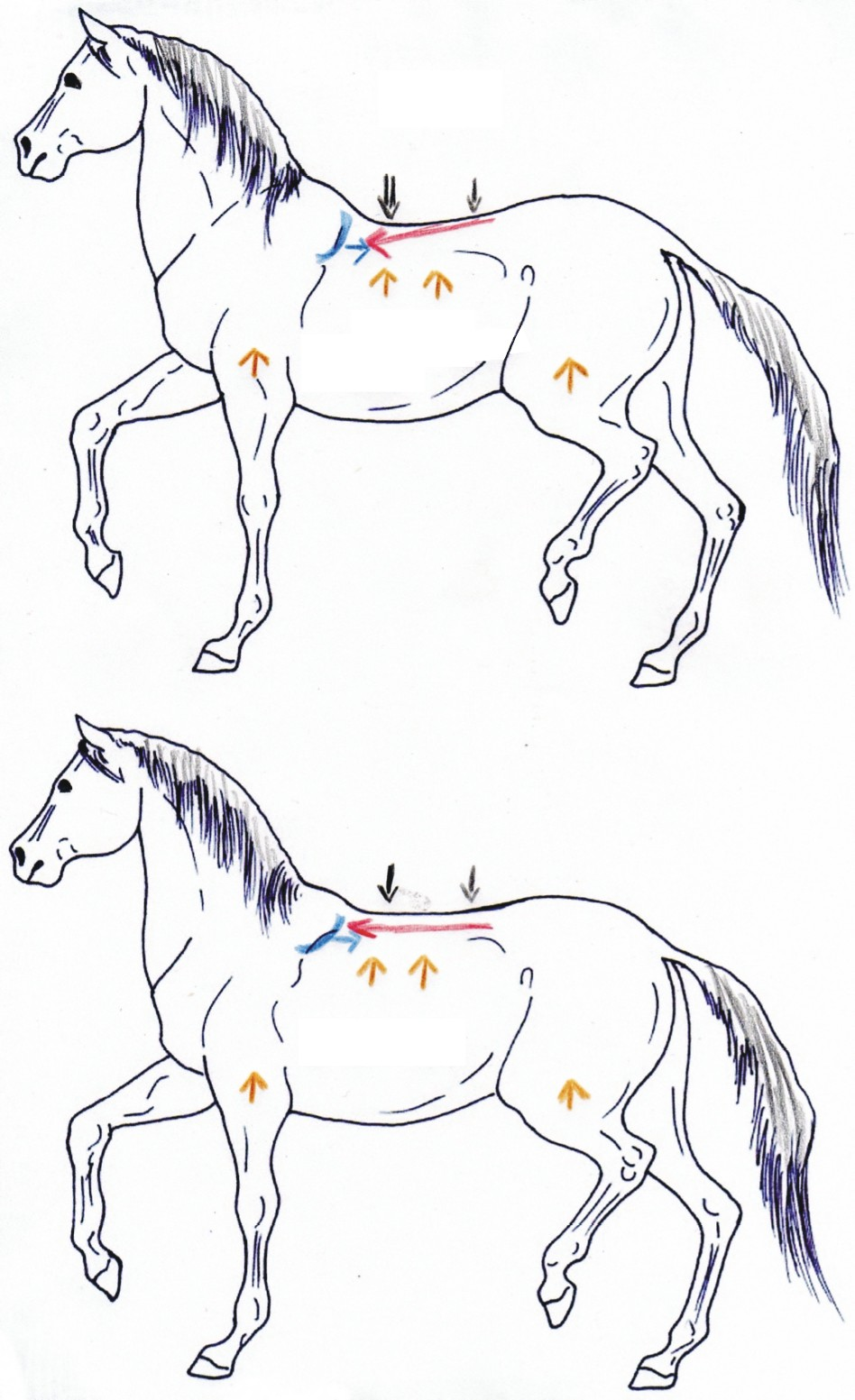
Siły działające na grzbiet i siodło – schemat
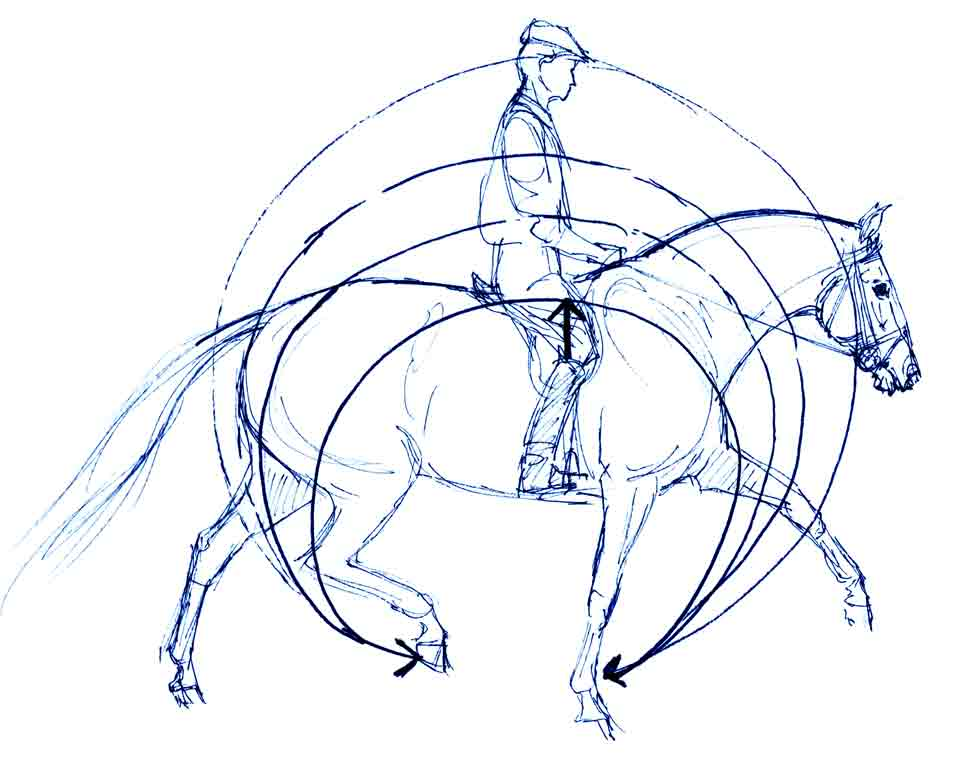
Ruch konia a budowa siodła
Rysunek poglądowy terlicy siodła typu angielskiego